# Lyngholmen (Lundøya)
Ne doit pas être confondu avec Lyngholmen, Lyngholmen (Fjell), Lyngholmen (Lindås) ou Lyngholmen (Øygarden).
Lyngholmen est une île norvégienne dans le comté de Hordaland. Elle appartient administrativement à Austevoll.

## Géographie
Rocheuse et couverte de quelques arbres, elle s'étend sur environ 123 m de longueur pour une largeur approximative de 44 m. 